# Birkefehl
Birkefehl is een plaats in de Duitse gemeente Erndtebrück, deelstaat Noordrijn-Westfalen, en telt 390 inwoners (2007).